# Mary Teresa Norton
Mary Teresa Norton, född 1875, död 1959, var en amerikansk politiker (demokrat). Hon representerade Jersey City och Bayonne i USA:s representanthus mellan 1925 och 1951. Hon var den sjätte kvinnan i USA:s representanthus och den första från det demokratiska partiet. 